# Augsburgs historische Wasserwirtschaft

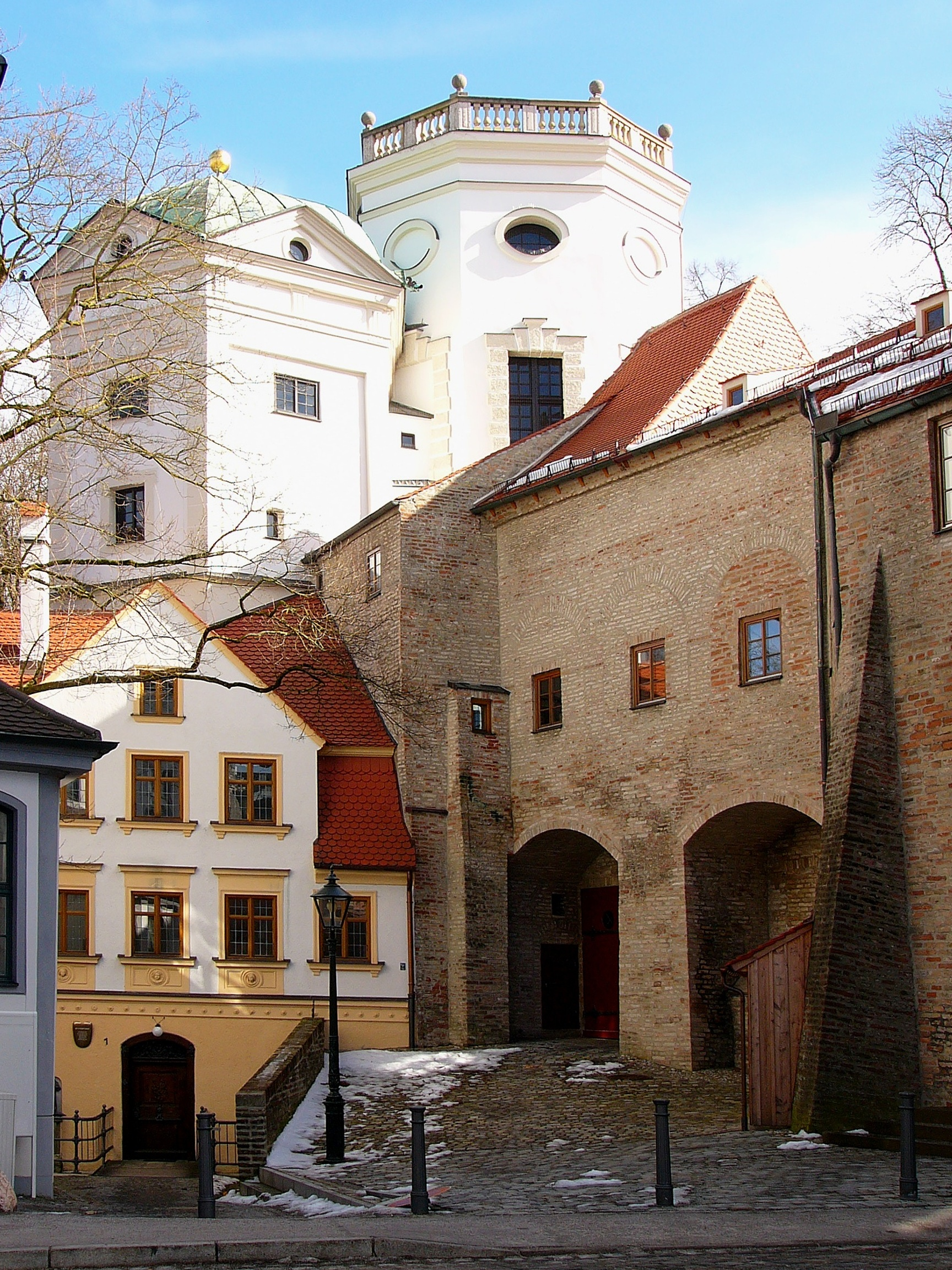
Wassertürme am Roten Tor, Teil der historischen Wasserwirtschaft Augsburgs

Augsburgs historische Wasserwirtschaft gilt als herausragendes Zeugnis der Geschichte der Wassernutzung und der Wasserwirtschaft. Eine Auswahl 22 historischer baulicher Anlagen zur Fließgewässernutzung und zur Trinkwasserversorgung Augsburgs vom 15. bis ins frühe 20. Jahrhundert wurde am 6. Juli 2019 unter der Bezeichnung „Das Augsburger Wassermanagement-System“ zum UNESCO-Welterbe erklärt.
Dieser Artikel gibt einen größeren Überblick über das Gesamtthema und die historischen Zusammenhänge als die bloße Welterbestätte mit ihren ausgewählten Einzelobjekten.

## Anfänge des Augsburger Wasserbaus in der Römerzeit

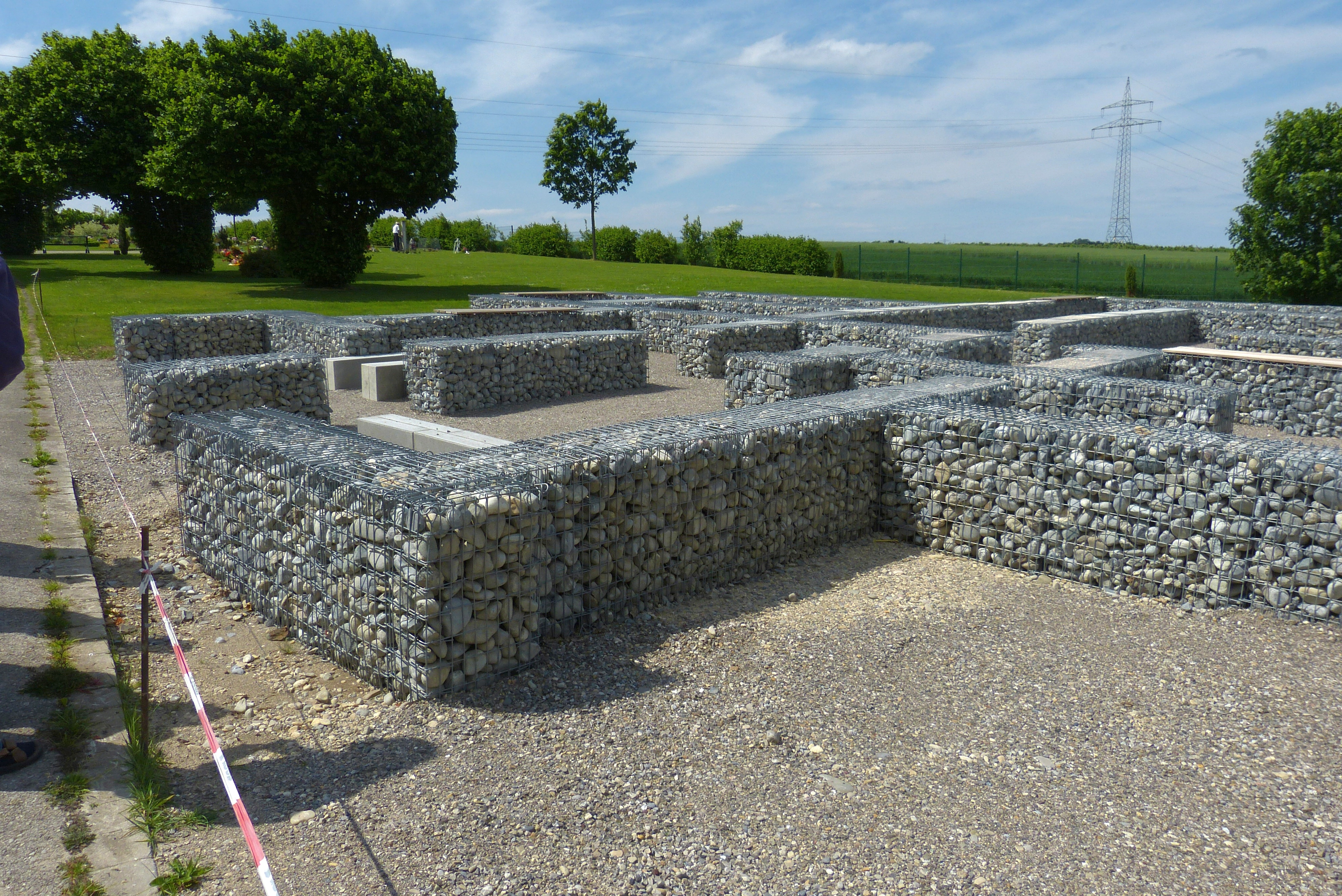
Das römische Bad in Königsbrunn. Am oberen Rand des Hangs verlief die offene Fernwasserleitung nordwärts nach Augusta Vindelicum.

Ein römisches Militärlager am Zusammenfluss von Wertach und Lech bildete den Ausgang für die Römerstadt Augusta Vindelicum. Sie stieg zur Hauptstadt der römischen Provinz Raetia auf und aus ihr entwickelte sich die Stadt Augsburg. Zum Schutz vor den häufigen starken Hochwassern wurde die Militärsiedlung auf einer Hochterrasse zwischen den beiden Flüssen erbaut. Die Augsburger Hochterrasse befindet sich etwa 10 bis 15 Meter über den Flusstälern. Durch diese erhöhte Lage mangelte es der Siedlung an natürlich fließendem Wasser, so dass die Wasserwirtschaft für Trinkwasser, Brauchwasser und Abwasser eine elementare Bedeutung bekam.
Zur Trinkwasserversorgung der Römerstadt dienten vermutlich vor allem tiefe Grundwasserbrunnen. Für ihren Bedarf an Brauchwasser legten die Römer eine Fernwasserleitung an. Aufgrund der Topografie und archäologischer Befunde wird angenommen, dass diese Fernwasserleitung als offener Kanal einen Wasserstrom aus der Gegend von Igling, Schwabmühlhausen und/oder Hurlach über rund 35 km in die Stadt leitete. Dieser speiste sich mutmaßlich hauptsächlich aus Wasser, das dort von der Singold abgezweigt wurde. Der Kanal nutzte das natürliche Gefälle der Hochterrasse von rund 3 Promille und führte von Hurlach über die heutigen Orte Graben, Kleinaitingen, Königsbrunn, Haunstetten und Göggingen nach Augusta Vindelicum. Er folgte dabei zunächst der Ostkante der Hochterrasse; zwischen Haunstetten und Göggingen wechselte er hinüber zu ihrer Westkante und führte am Westtor, das sich im heutigen Bereich Augsburg Hauptbahnhof/Diakonissenhaus befand, in die Römerstadt hinein. Sein geschätzter Volumenstrom betrug etwa 1,2 m³/s.
Der römische Kanal soll ab etwa 20 nach Christus für 300 oder 400 Jahre in Benutzung gewesen sein. Er lieferte Wasser und Wasserkraft für handwerkliche Betriebe, auch bereits im Vorfeld der Stadt. Mit seinem Wasser konnten die Latrinen gespült werden. Ob die städtischen Thermen mit diesem Wasser gespeist wurden, ist noch durch keine Befunde belegt. Mit der Entdeckung des römischen Bades in Königsbrunn gibt es ein Beispiel für die Nutzung der Wasserleitung in einem öffentlichen Bad außerhalb Augsburgs.
Entgegen früheren Vermutungen war die römische Fernwasserleitung offenbar nicht in Stein ausgebaut, sondern durch wasserundurchlässigen Lehmboden abgedichtet und an den Rändern mit Ruten oder Holzbrettern befestigt. Bei einer archäologischen Ausgrabung in Göggingen (Bayerstraße 43–45) von 1966 bis 1970 zeigte sich, dass es sich an dieser Stelle nicht um einen einzelnen Kanal, sondern vielmehr um eine komplexe Anlage mit mehreren Hauptgräben handelte, innerhalb derer mindestens 12 einzelne, aufeinander folgende Kanäle unterschieden werden konnten. Diese waren zwischen 1 und 2 Meter breit und ungefähr 0,5 Meter tief. Eine neuere Ausgrabung im Jahr 2011 auf dem Gelände von Erdgas Schwaben in Göggingen erlaubte erstmals die Untersuchung der Wasserleitung in einem waagerechten Anschnitt.
Mit dem Ende der Römerzeit verfiel diese Wasserleitung. Der Ortsname von Graben, im Jahr 1063 urkundlich als „ecclesia Grabon“ erwähnt, verweist mutmaßlich auf eine grabenartige Rinne im Gelände, die hier im Mittelalter noch den Verlauf des früheren Kanals markierte. Heute ist diese Rinne nur noch in einem Waldstück in der Nähe von Hurlach mit bloßem Auge erkennbar, mittels Luftbildarchäologie noch an weiteren Stellen.

## Kanäle ab dem Mittelalter

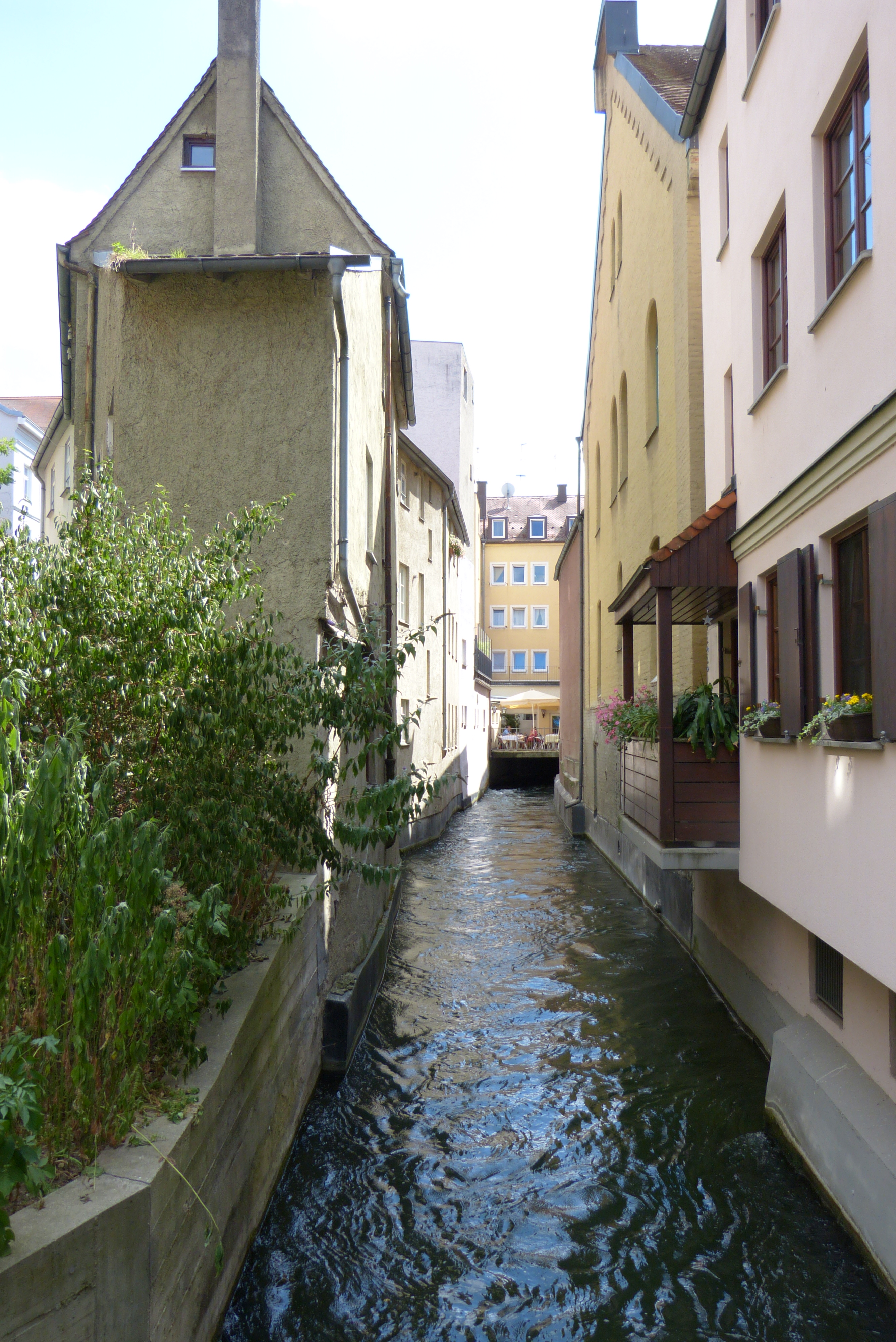
Der Kanal Mittlerer Lech in der Altstadt

Spätestens im Mittelalter wurden Kanäle gegraben, die Wasser des Lechs von Süden her in die tiefer gelegenen Areale der inzwischen angewachsenen Stadt und im Norden wieder aus der Stadt heraus leiteten. Diese verliefen nicht wie die römische Fernwasserleitung oben auf der Hochterrasse, sondern etliche Meter tiefer am Westrand des Lechtals. Vier Lechkanäle sind im Augsburger Stadtrecht des Jahres 1276 namentlich bezeichnet. Die Lechkanäle wurden immer wieder erweitert und verändert. Durch diesen Wasserbau entstand das heute vorliegende Netzwerk offener, oberirdischer Kanäle, die beträchtliche Volumenströme Fließwasser führen.

### Bedeutung und Umfang des mittelalterlichen Kanalsystems

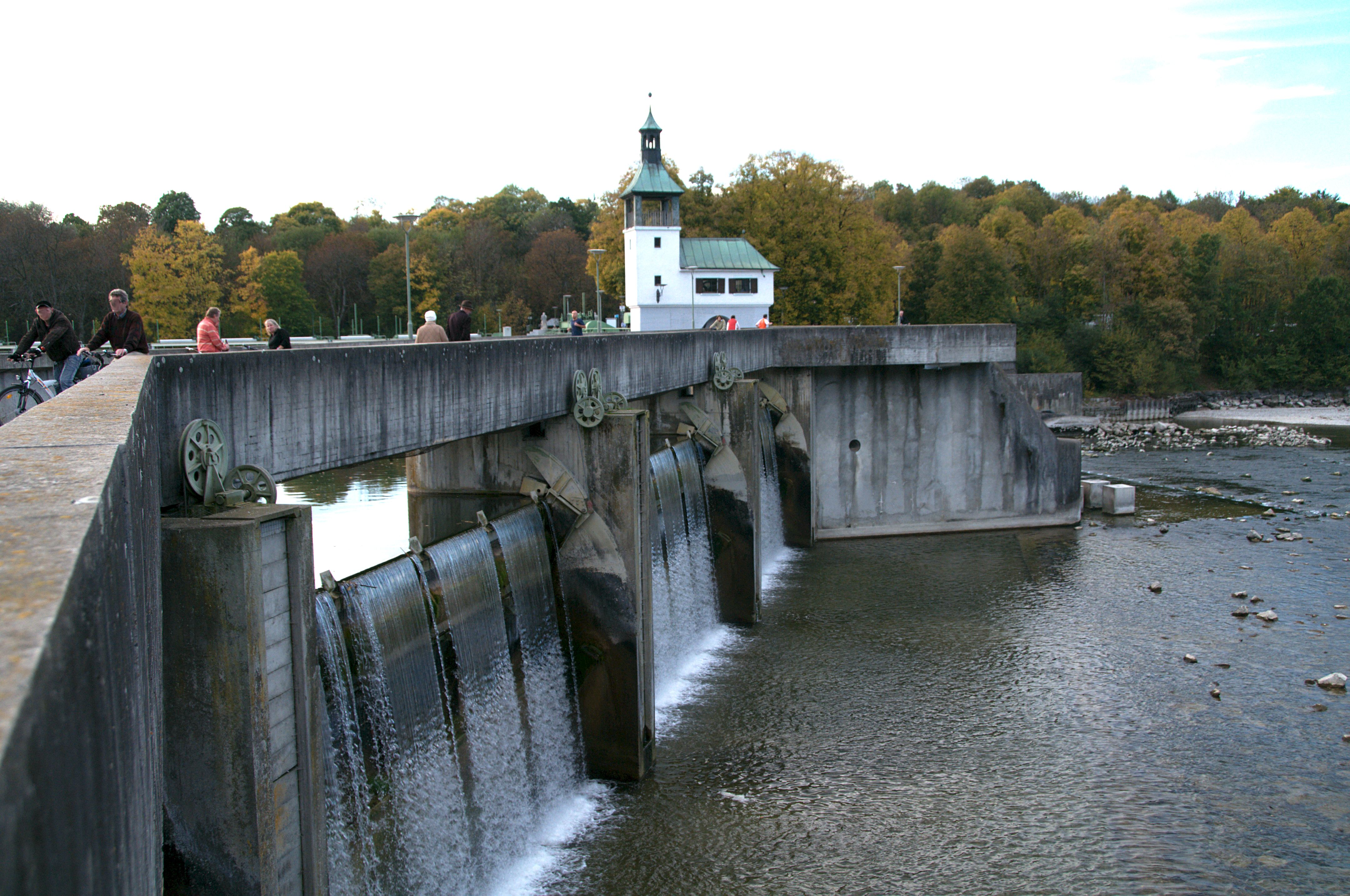
Der Hochablass

Die Kraft des fließenden Wassers war früher der Energieträger schlechthin. Das Kanalsystem diente jahrhundertelang zur Nutzung der Wasserkraft durch Mühlen und Handwerksbetriebe, als Brauchwasser etwa für die Färberei und Gerberei und zum Warentransport per Flößerei. Es trug damit maßgeblich zum wirtschaftlichen Aufblühen der Freien Stadt Augsburg bei. Außerdem erfüllten die Kanäle eine wichtige Rolle für die Stadthygiene, da sie, bevor es eine moderne Abfallbeseitigung oder Schwemmkanalisation gab, auch zur Abfall- und Abwasserbeseitigung genutzt wurden.
In Augsburg wird das Flusswasser an Wehren abgezweigt, pumpenlos in Kanälen unter Ausnutzung des natürlichen Geländegefälles durch verschiedene Stadtviertel geleitet, aus der Stadt hinaus und wieder ins Flussbett zurückgeführt. Alle Kanäle münden am Ende wieder in denselben Fluss, aus dem ihr Wasser stammt. Durch Wehre und Schütze können die Volumenströme in den Kanälen weitgehend unabhängig von den Wasserschwankungen des Flusses kontrolliert und konstant gehalten werden. Da die Kanäle im Normalfall ständig durchströmt sind, erfordern Veränderungen und Wartungsarbeiten an ihnen gut abgestimmte Regulierungen der Durchflussmengen im gesamten Netz.
Das ab 1346 urkundlich belegte Hochablass-Stauwehr im Lech sorgt für eine ganzjährige konstante Speisung der Lechkanäle. Um dieses Wehr und die mit ihm verbundene Nutzung des Lechwassers gab es einige Male Streit zwischen Augsburg und dem angrenzenden herzoglichen Bayern. Kaiser Friedrich III. gewährte im Jahr 1462 Augsburg das verbriefte Recht, dem Lech so viel Wasser zu entnehmen, wie die Stadt wollte. Der Hochablass wurde in den Jahren 1552 und 1911/12 versetzt und stark umgebaut. Er erfüllt heute noch seine wichtige Funktion, Augsburg mit Lechwasser zu versorgen. Die am Hochablass entnommene Wassermenge beträgt etwa 45 m³/s. Hinzu kommen weitere etwa 3 m³/s, die dem Lech ungefähr 14 km weiter lechaufwärts an einem anderen Wehr entnommen werden und die der Lochbach in das Augsburger Kanalnetz einspeist („Lochbachanstich“ an der heutigen Lechstaustufe 22 – Unterbergen).
Getrennt von den Lechkanälen wurde westlich der Stadt ein eigenes System von Kanälen gegraben, um die Wasserkraft der Singold und seit dem späten 16. Jahrhundert zusätzlich der Wertach zu nutzen. Es umfasst den heutigen Fabrikkanal, Wertachkanal, Holzbach und Senkelbach (etwa 28,5 m³/s im Fabrikkanal), den Mühlbach und Hettenbach (etwa 2 m³/s) sowie einige kleinere Kanäle.
Noch Anfang des 19. Jahrhunderts gab es 148 unterschlächtige Wasserräder im Stadtgebiet.
Die Lechkanäle haben heute eine insgesamte Länge von 77,7 km, die Wertachkanäle von 11,6 km.

### Weitere Nutzungen
Eine einfallsreiche Nutzung der Kanäle in Augsburg zeigt die Augsburger Stadtmetzg, der bis dahin modernste Bau der Fleischerzunft. Der Augsburger Stadtbaumeister Elias Holl erbaute sie 1606–1609 über einem Lechkanal, was dem Haus von außen nicht anzusehen ist, da der Kanal vor und nach dem Gebäude abgedeckt ist. Der ständige Durchfluss frischen Wassers hielt die Fleischwaren dort kühl und die Schlachtabfälle konnten dem Wasser übergeben werden. Das Gebäude ist erhalten, wurde aber vollständig entkernt und dient heute als Verwaltungsbau.
Aus dem Augsburger Kanalnetz konnten auch die breiten Gräben der Augsburger Stadtbefestigung an der Außenseite der Stadtmauern und Bastionen zur Verteidigung geflutet werden. Als die Stadtbefestigung im 19. Jahrhundert nicht mehr von Nutzen war, wurde sie großteils abgebrochen und teilweise überbaut. Der Äußere Stadtgraben, der die Jakobervorstadt begrenzt, ist jedoch heute noch erhalten. Seine Wasserfläche wird wegen ihres idyllisch ruhigen und baumumstandenen Spiegels von den Augsburgern geschätzt und an der Augsburger Kahnfahrt mit Booten befahren.

### Industrialisierung durch Wasserkraft

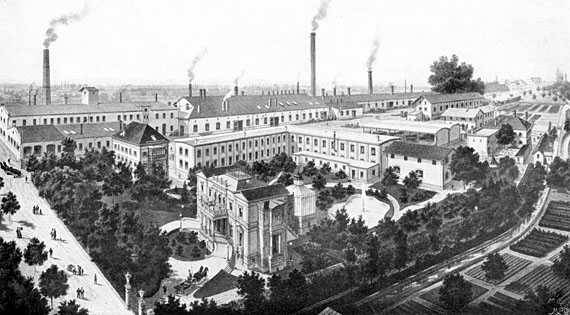
Die Maschinenbau- und Röhrenfabrik Haag (1902)

Im 19. und frühen 20. Jahrhundert wurden die Kanäle in Augsburg ausschlaggebend für die Industrialisierung der Stadt. Sie brachten der Stadt, die mit dem Verlust ihrer Reichsfreiheit und dem Fall an Bayern 1806 viel von ihrer einstigen Größe eingebüßt hatte, wieder neuen wirtschaftlichen Aufschwung.
Auf Freiflächen am Stadtrand siedelten sich große Betriebe an. Für sie wurden dort neue Kanäle zur industriellen Nutzung der Wasserkraft gegraben. Die größte Branche war die Textilindustrie. So entstand das Augsburger Textilviertel, und Vororte wie Haunstetten, Göggingen und Pfersee, die heute eingemeindet sind, profitierten von den neuen großen Arbeitgebern. Weitere große Unternehmenszweige, die die Wasserkraft des Augsburger Kanalsystems nutzten, waren Maschinenhersteller wie die Sander’sche Maschinenfabrik, die mehrfach umfirmierte und schließlich zum Maschinenbaukonzern MAN und zum Druckmaschinenhersteller MAN Roland wurde, sowie der zeitweise größte Papierhersteller Deutschlands, Haindl Papier. Ohne die Kanäle in Augsburg wäre die deutsche Industriegeschichte anders verlaufen.
Museen, die diese Aspekte der Stadtgeschichte präsentieren, sind das Staatliche Textil- und Industriemuseum (kurz tim) und das Technik- und Verkehrsmuseum MAN-Museum. Im Fabrikschloss zeigt das Turbinenmuseum Augsburg die Turbinentechnik der 1837 gegründeten Mechanischen Baumwollspinnerei und Weberei Augsburg (SWA). Im Glaspalast Augsburg, einem anderen Großgebäude dieses Textilunternehmens, sind heute mehrere Kunstmuseen untergebracht, wodurch das in Privatbesitz befindliche denkmalgeschützte Bauwerk der Öffentlichkeit zugänglich ist.

### Heutige Nutzung

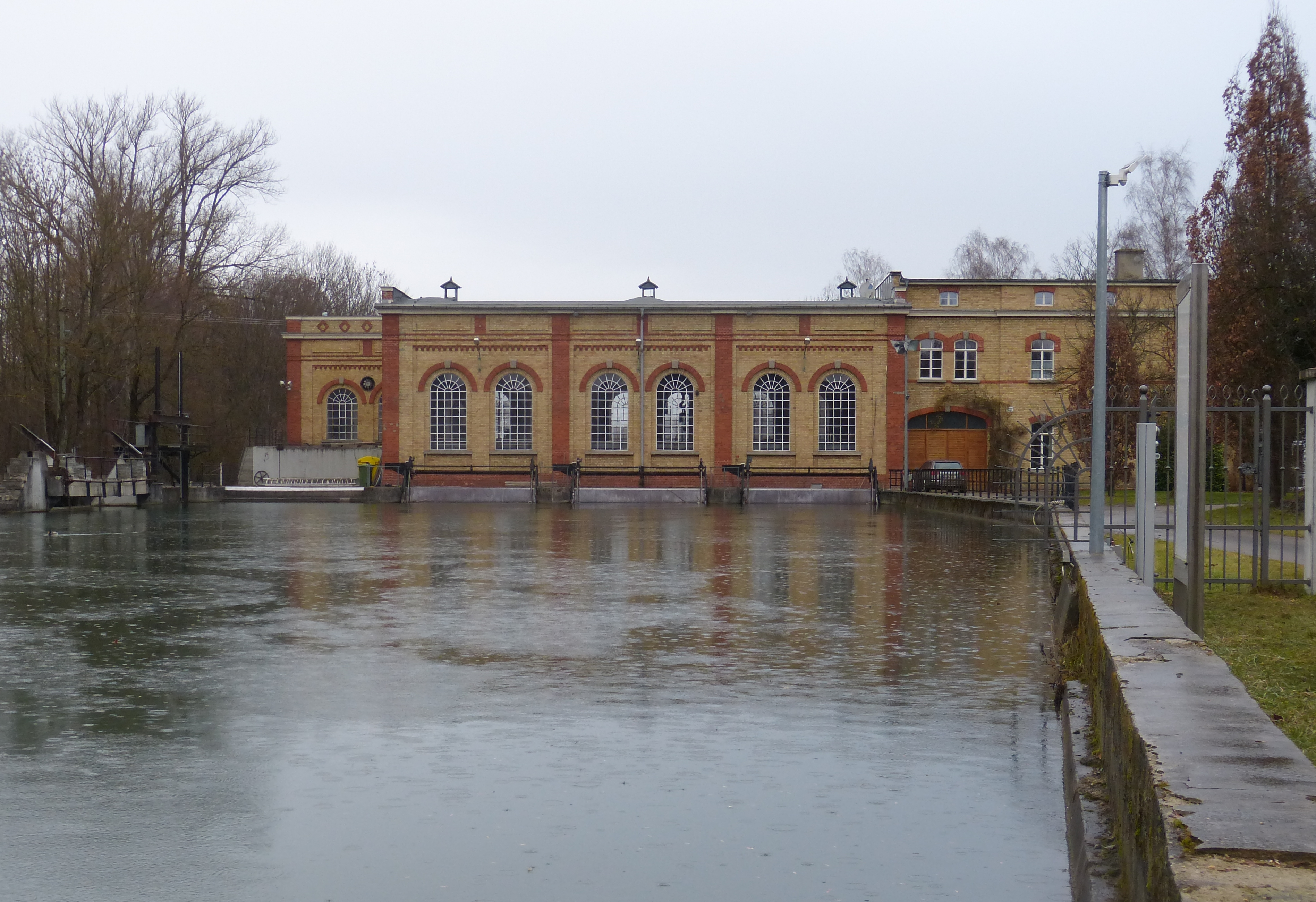
Das Wasserkraftwerk auf der Wolfzahnau von 1901

Anders als in vielen anderen Städten ist in Augsburg das historische Kanalnetz bis heute intakt. Im 20. Jahrhundert ging die deutsche Textilindustrie durch die Globalisierung darnieder, was auch Augsburg stark traf. Die Textilbetriebe mussten ihre Werke schließen, aber ihre Kanäle blieben. Heute dienen sie vor allem der Erzeugung erneuerbarer Energie. Sie eignen sich wegen ihres gut regelbaren Volumenstroms gut für die Nutzung der Wasserkraft zur Stromerzeugung. Heute gibt es mehrere Dutzend Wasserkraftwerke im Stadtgebiet Augsburgs. Zu den ältesten zählen das Wasserkraftwerk auf der Wolfzahnau (1901/1902) und das Wertach-Kraftwerk (1920/1921). Beide stehen unter Denkmalschutz und sind noch heute mit moderner Turbinentechnik im Inneren der historischen Gebäude in Betrieb.
Nachdem die Kanäle im frühen 20. Jahrhundert teilweise abgedeckt waren, sind sie heute wieder großteils offen. Das fließende Wasser und die Brücken über die Kanäle bereichern das Stadtbild, vor allem im romantischen unteren Altstadtkern, dessen Namen Lechviertel von den Lechkanälen herrührt.
Das Baden in den Augsburger Kanälen ist wegen der lebensgefährlich starken Strömung fast überall streng verboten. An wenigen ausgewählten Stellen ist es gestattet: beim Gögginger Luftbad, im Freibad „Fribbe“ an der Friedberger Straße, an einem Abschnitt des Hauptstadtbachs und des Proviantbachs.
Seit den Olympischen Sommerspielen 1972 dient der zur Wildwasseranlage umgebaute Augsburger Eiskanal dem Kanusport. Der Geschichte des Kanusports in Augsburg ist das Augsburger Kanumuseum gewidmet.

## Zentrale Trinkwasserversorgung ab dem 15. Jahrhundert

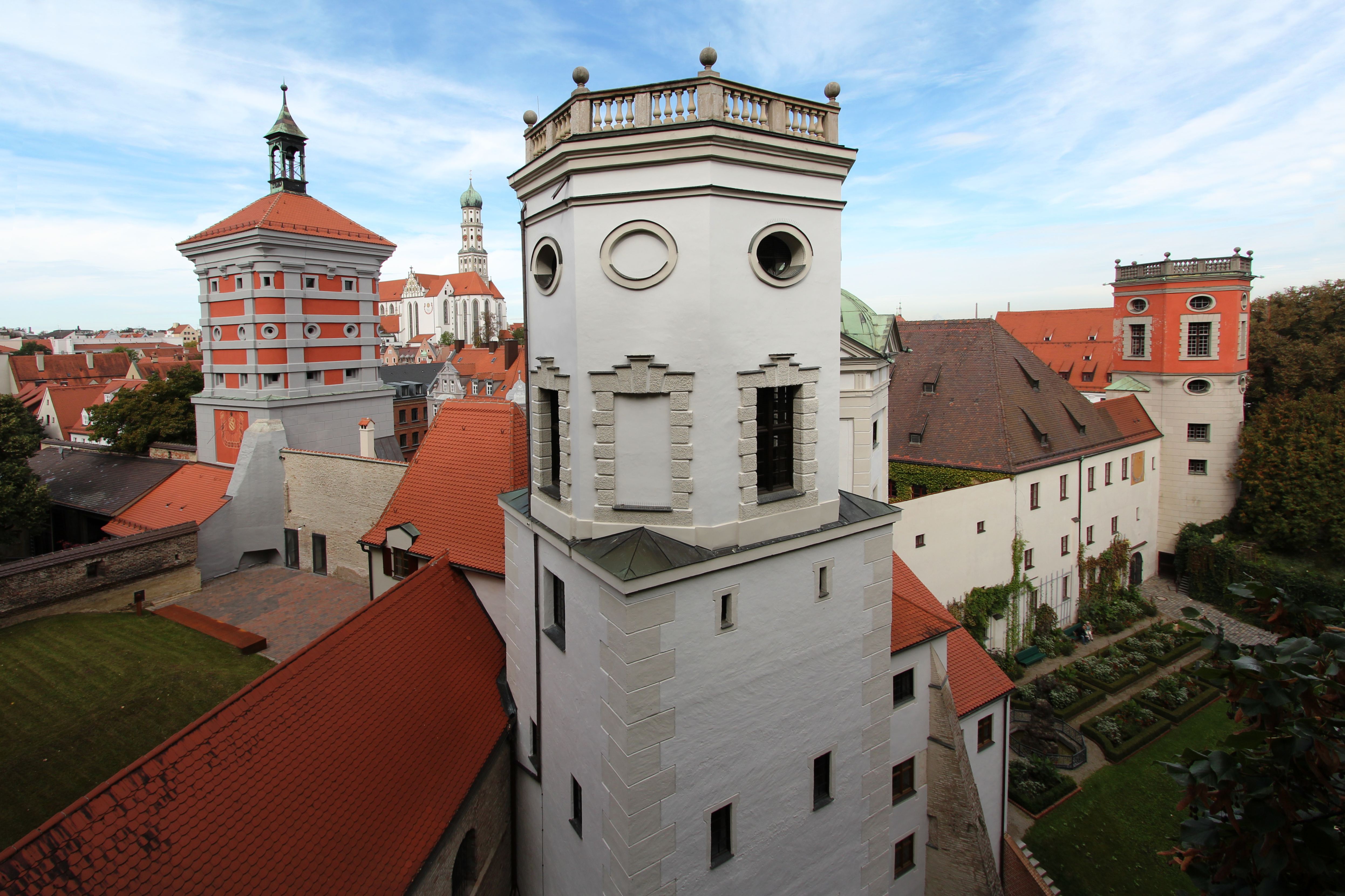
Der älteste Wasserturm Deutschlands beim Wasserwerk am Roten Tor

Die Reichsstadt Augsburg war im ausgehenden Mittelalter sehr wohlhabend. Ihre Ratsherren richteten ihren Bürgern schon früh ein zentrales Versorgungsnetz mit Trinkwasser ein. Seine Anfänge entstanden im frühen 15. Jahrhundert im Ulrichsviertel, ab dem 16. Jahrhundert war das ganze Stadtgebiet versorgt.

### Trinkwasserquellen
Flusswasser wie das des Lechs ist wegen seiner Verunreinigungen kaum als Trinkwasser geeignet. Trinkwasser wurde in Augsburg zum einen, wie fast überall, über Brunnengrabungen dem Grundwasser entnommen. Die besondere geologische Situation des Lechfelds, einer eiszeitlichen Schotterebene südlich von Augsburg, erlaubte es außerdem, das klare Quellwasser des südlich der Stadt entspringenden Brunnenbachs in die Stadt hineinzuleiten. Dieses taugte, anders als das Lech-, Wertach- und Singoldwasser, sehr gut als Trinkwasser und wurde zur Speisung der Brunnen verwendet, daher der Name des zuführenden Gewässers.

### Augsburger Wasserkunst
Die zentrale Trinkwasserversorgung nutzte Techniken der Wasserkunst und das Prinzip des Wasserturms. Hierbei wird das Trinkwasser zunächst mit Pumpen in einen Hochbehälter befördert. Aus diesem speist es pumpenlos, nur durch die Schwerkraft, ein Leitungsnetz. Damit wird ein konstanter Wasserdruck erreicht. Die Entnahme des Leitungswassers kann bedarfsentsprechend variabel sein und beeinflusst den Druck nur unwesentlich. Der älteste Wasserturm in Augsburg wurde 1416 erbaut. Im Zuge des Ausbaus der Trinkwasserversorgung kamen weitere Wassertürme hinzu; die bestehenden wurden mehrmals umgebaut und aufgestockt. Vor 1843 waren in Augsburg sieben Wasserwerke mit neun Wassertürmen in Verwendung.
Das Heben des Wassers erfolgte in Wasserwerken am Fuße der Türme zumeist mit Hubkolbenpumpen, die über Wasserräder angetrieben wurden. So diente das kanalisierte Flusswasser durch seine Wasserkraft der Trinkwasserversorgung der Stadt: Wasser hob Wasser. Eine besondere technische Wasserkunst-Lösung gab es im Unteren Brunnenturm, wo das Trinkwasser seit 1538 in einer speziellen Vorrichtung, der Machina Augustana, mittels einer Anordnung übereinandergesetzter archimedischer Schrauben gehoben wurde. Die Erfindung setzte sich jedoch nicht langfristig durch und wurde später durch Kurbelpumpwerke ersetzt.

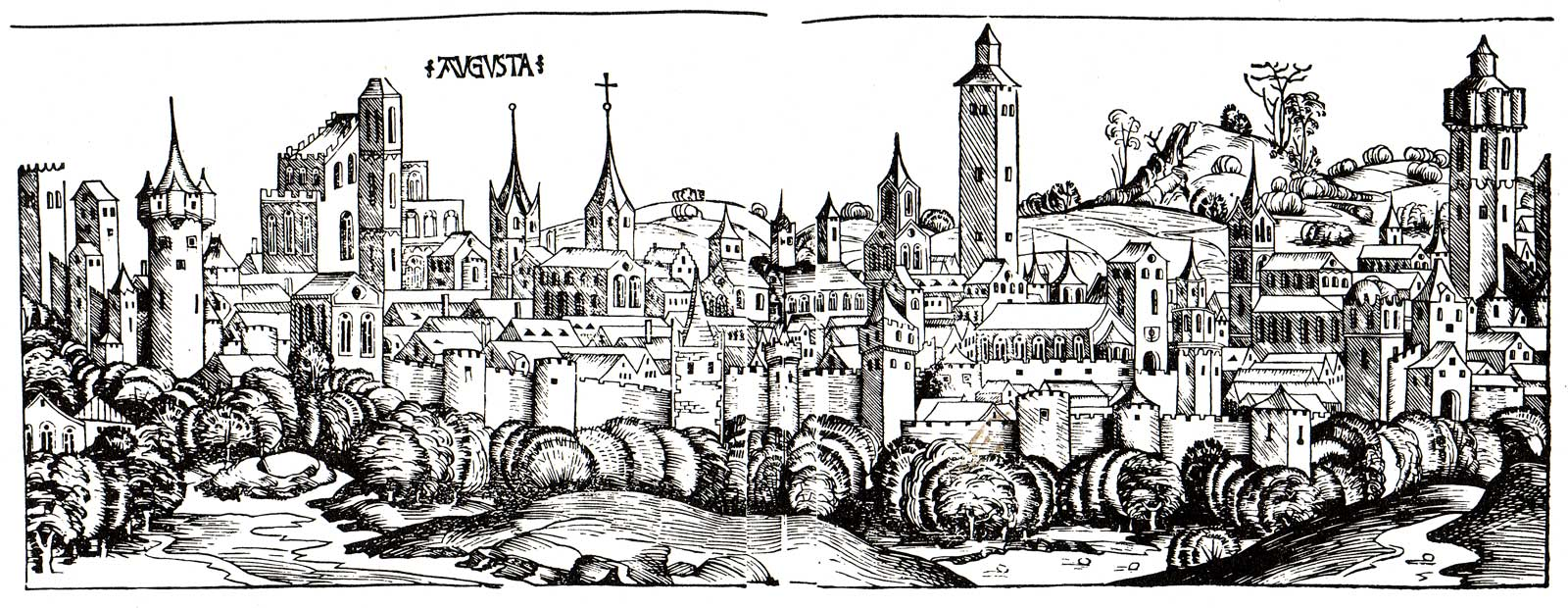
Augsburg in der Schedelschen Weltchronik, 1493

Das 1414 erbaute Wasserwerk am Roten Tor ist das älteste bestehende Wasserwerk Deutschlands und vermutlich Mitteleuropas. Es diente über 460 Jahre der Trinkwasserversorgung Augsburgs. Über das Aquädukt am Roten Tor wurde sowohl Trinkwasser des Brunnenbachs als auch separat geführtes Wasser des Lechkanals Lochbach über den Stadtgraben hinweg zum Wasserwerk geleitet. Heute ist das Wasserwerk am Roten Tor ein Museum. Die technischen Anlagen sind zwar nicht mehr vorhanden, werden jedoch anhand von Schautafeln und Modellen erläutert.
Von den Wassertürmen aus wurde das Trinkwasser über ein Rohrnetz in der Stadt verteilt, wobei die Rohre nicht aus Metall, sondern aus ausgebohrten Holzstämmen, sogenannten Deicheln, gefertigt waren. Es speiste öffentliche Brunnen und private Hausanschlüsse. Die Höhe des Großen Wasserturms war ausreichend, um den Niveauunterschied vom Roten Tor im Lechtal zur auf der Hochterrasse gelegenen Oberen Stadt und der dortigen Maximilianstraße zu überbrücken.
Die ingenieursmäßige Weiterentwicklung und Instandhaltung der Wasserversorgung oblag einem besonders verantwortungsvollen Amt, dem des Brunnenmeisters. Als bedeutendster Augsburger Brunnenmeister gilt Caspar Walter (1701–1769), der 1754 die Hydraulica Augustana verfasste, ein wegweisendes, umfassendes Handbuch aller Aspekte der Wasserkunst. Die Brunnenmeister lebten in Augsburg beim ältesten der Wasserwerke, dem am Roten Tor, im oberen Brunnenmeisterhaus. Zu dem heute noch erhaltenen Ensemble gehören auch das untere Brunnenmeisterhaus (in dem sich heute das Schwäbische Handwerkermuseum befindet) und der Brunnenmeisterhof.

### Ein revolutionäres neues Wasserwerk

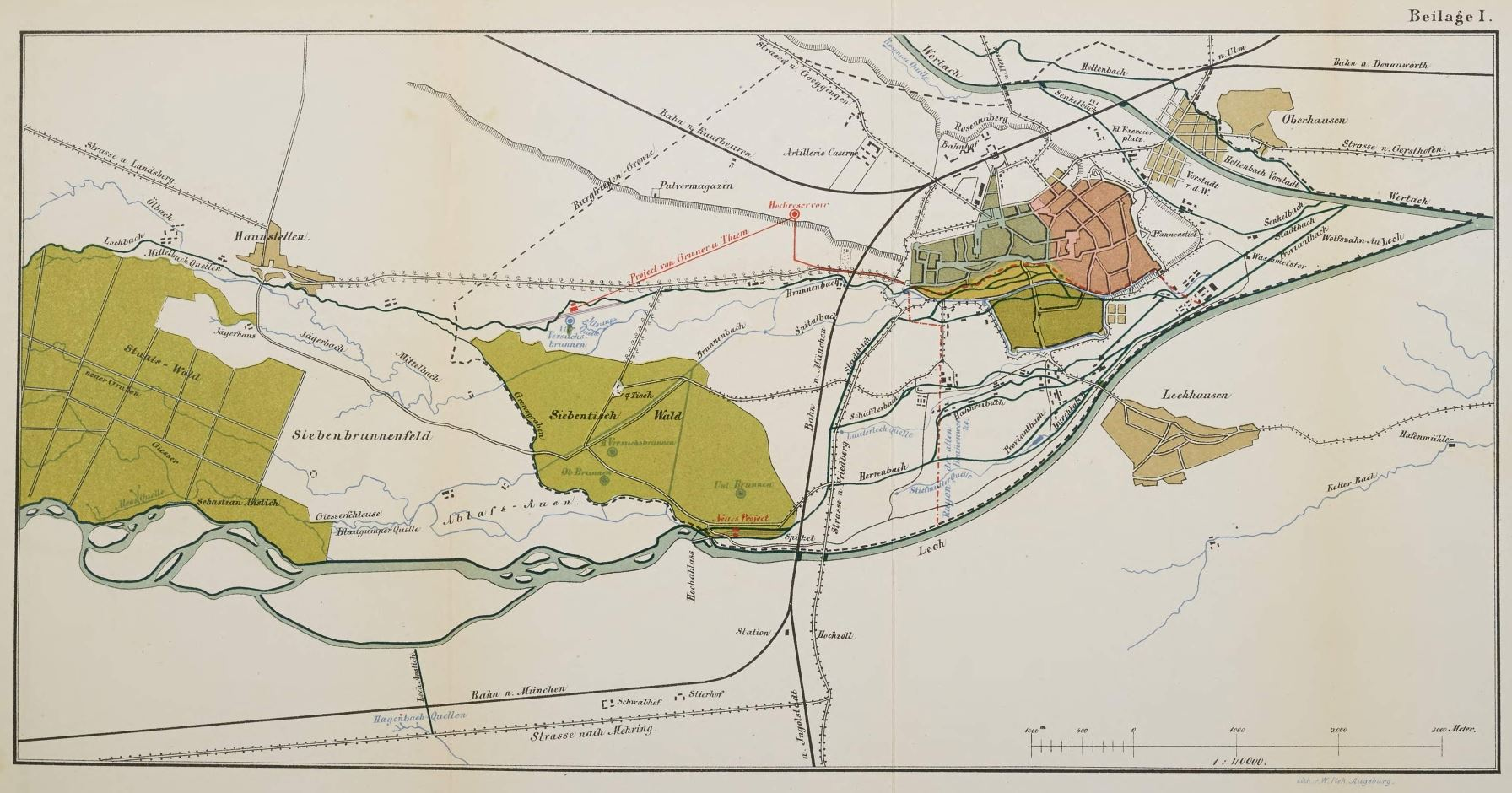
Hydrologische Karte von Augsburg und seiner Umgebung zur Planung der Grundwassernutzung, 1876

Die zentrale Trinkwasserversorgung Augsburgs mit ihren Wasserwerken und -türmen war zwar jahrhundertelang wegweisend für viele andere Städte, die Wasserqualität war jedoch noch nicht optimal. Verunreinigungen führten zu Cholera-Epidemien. Um eine Lösung zu finden, wurden im 19. Jahrhundert zwei Ingenieure beauftragt, eine Kartierung der Grundwasservorkommen im Stadtwald zu erstellen. Das 1876 veröffentlichte Resultat war die erste Grundwasserkartierung der Welt.

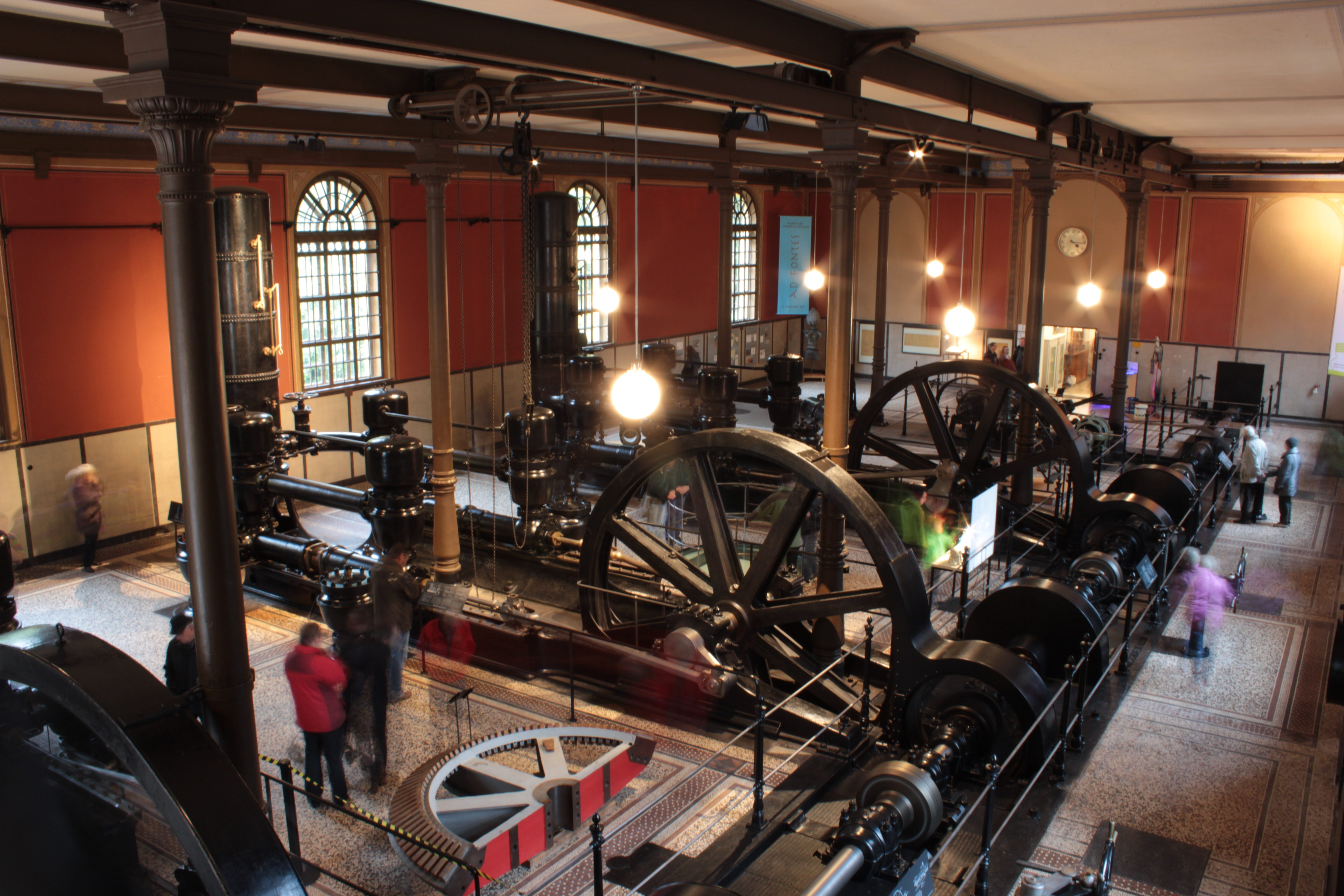
Die Maschinenhalle im Wasserwerk am Hochablass

Auf dieser Grundlage wurden Sammelbrunnen im Siebentischwald gegraben und 1878 ein neues Wasserwerk am Hochablass gebaut. Es ersetzte alle älteren Wasserwerke. Auch in diesem Pumpwerk wurde die Kraft des strömenden Wassers für die Beförderung des Trinkwassers benutzt – daher die Lage am Hochablass, über einem neugebauten Kanal. Hier kam eine neuartige Technik zum Einsatz, die erstmals gar keine Wassertürme mehr benötigte. Die Pumpen- und Windkesseltechnik der Maschinenfabrik Augsburg, des Vorgängers der heutigen MAN, stellte zur damaligen Zeit eine Sensation dar und erregte europaweites Aufsehen. Während überall in Europa erstmals Wassertürme gebaut wurden, konnte Augsburg auf Wassertürme bereits wieder verzichten. Heute gilt das Augsburger Trinkwasser als eines der besten in ganz Europa.
Seit der Mitte des 20. Jahrhunderts übernahmen elektrische Kreiselpumpen einen zunehmenden Anteil bei der Trinkwasserförderung. Heute wird der Leitungsdruck direkt von Tauchpumpen in den Filterbrunnen erzeugt. So wurde das Wasserwerk am Hochablass von seinem ursprünglichen Hauptzweck befreit und konnte in ein Wasserkraftwerk umgewandelt werden, das anstatt Wasser zu pumpen elektrische Energie erzeugt. Gegenüber wurde 2006 ein neues pumpenloses Wasserwerk, eine sogenannte Wasserübergabestelle, mit Filteranlagen, einer Not-UV-Entkeimungsanlage und einer Messstelle zur Trinkwasserqualitätskontrolle erbaut. Dieses übernahm 2007 die verbliebenen Aufgaben des Wasserwerks am Hochablass. Das alte Wasserwerk wurde zu einem Museum umgestaltet und dient seitdem der Bildung über dieses Kapitel der Augsburger Hydrotechnikgeschichte.

### Umnutzung des Brunnenbachs
Nachdem das Wasser des Brunnenbachs nicht mehr als Trinkwasser gebraucht wurde, konnte es auch anderweitig genutzt werden. Das geschah 1924–1926 durch die Anlage des Stempflesees, der über den vom Brunnenbach abgeleiteten Zigeunerbach gespeist wird. Dieser Teich hat keine technische Funktion, er dient vor allem der Zierde und als Lebensraum für Fische und Wasservögel.

## Hydrotechnische Modelle und Dokumente
Vom 17. bis 19. Jahrhundert wurden in Augsburg zahlreiche maßstäblich verkleinerte Modelle von Wasserrädern, Pumpwerken, Wassertürmen, Deichelbohrmaschinen usw. angefertigt. Die Augsburger Brunnenmeister nutzten die dreidimensionalen Modelle zur Unterweisung ihrer Mitarbeiter, etwa bei Reparaturen und Erweiterungsarbeiten. 25 Modelle entstanden im Auftrag von Caspar Walter.
Im 19. und 20. Jahrhundert wurden die hydrotechnischen Modelle neben weiteren Architekturmodellen in einem Raum oberhalb des Goldenen Saals im Augsburger Rathaus, direkt unter dem Dach, der „Modellkammer“, aufbewahrt und ausgestellt. Zum Ende des 19. Jahrhunderts wurde leider ein Großteil der Modelle Caspar Walters verschleudert.
Im Zweiten Weltkrieg wurden die noch vorhandenen historischen Modelle sicher untergebracht und so vor der Zerstörung bewahrt, der das Rathaus zum Opfer fiel. Heute sind diese Modelle im Bestand des Maximilianmuseums, wo einige in der Dauerausstellung gezeigt werden. Die Modelle sind vorrangig im Maßstab 1:12 oder 1:16, überwiegend aus Holz, aber auch in Teilen aus Eisen, Messing oder Leder gefertigt.
In der Ausstellung im Wasserwerk am Roten Tor werden neu gebaute hydrotechnische Modelle gezeigt, die zum Teil beweglich sind.

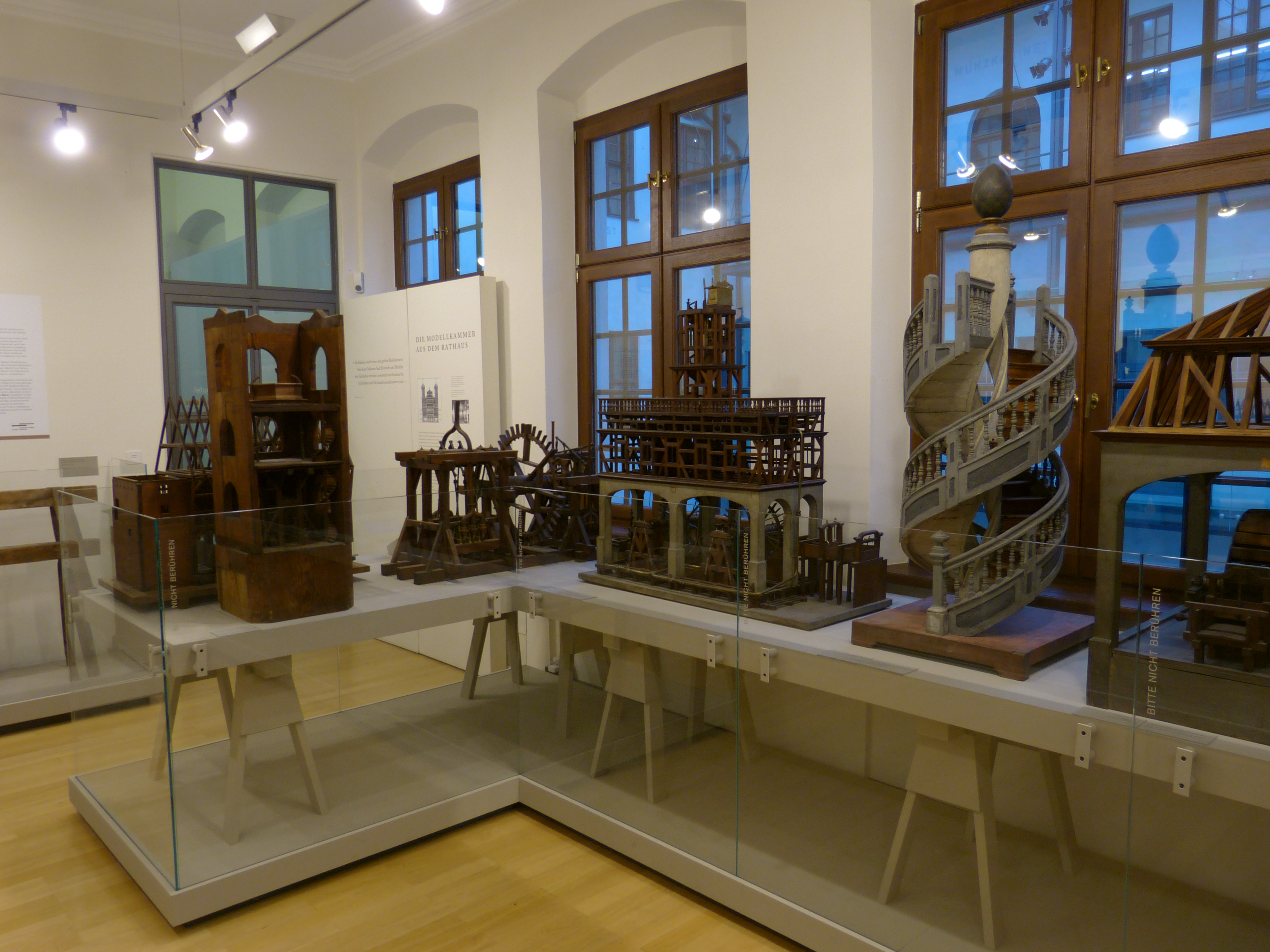
Hydrotechnische Modelle im Maximilianmuseum
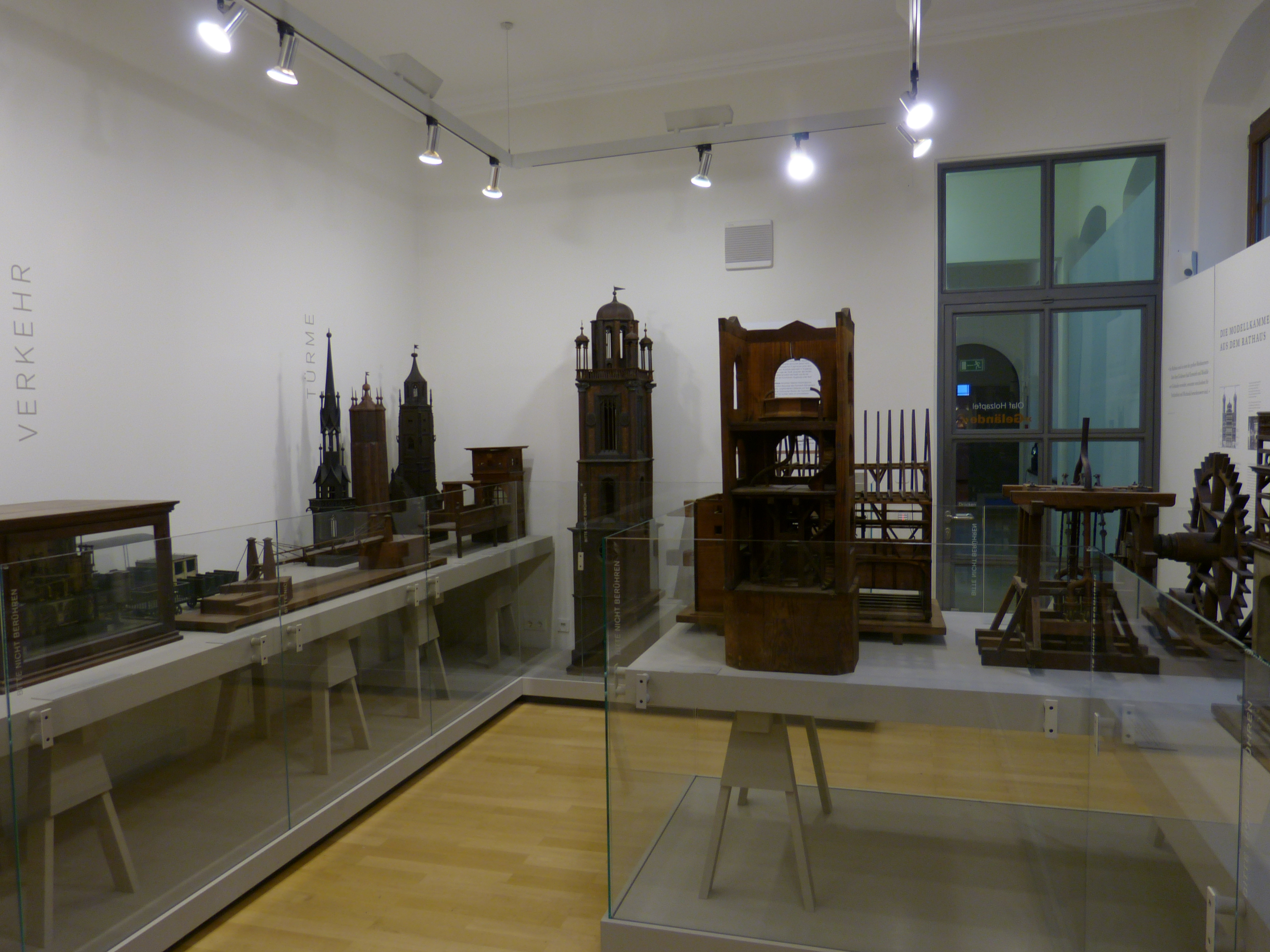
Weitere hydrotechnische Modelle im Maximilianmuseum
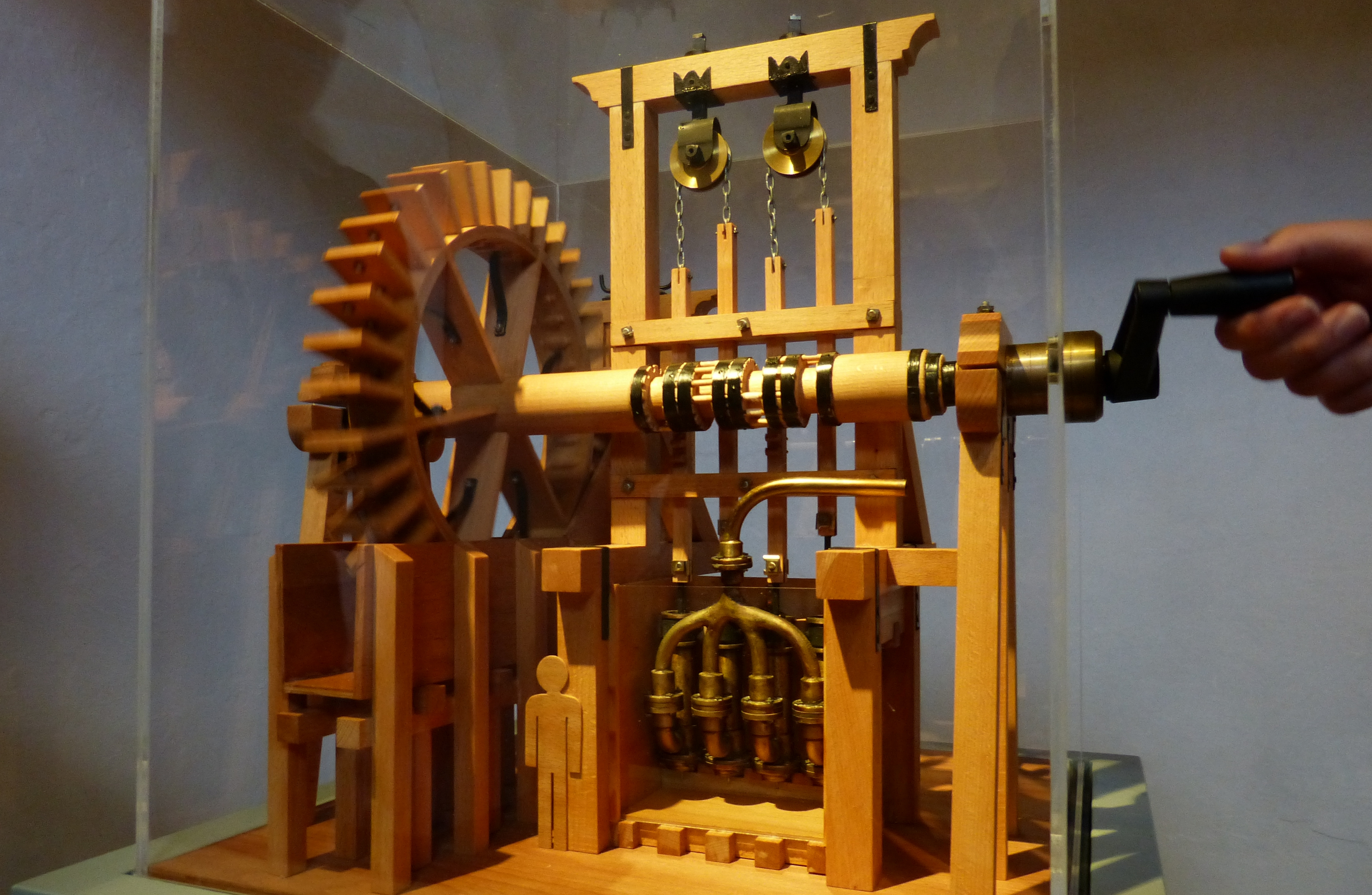
Modell eines Kettentrieb-Pumpwerks im Wasserwerk am Roten Tor

Außerdem ist in Augsburg auch ein reicher Schatz an hydrotechnischen Skizzen, Zeichnungen, Bildern, Karten, Manuskripten, Akten, Publikationen und anderen Archivalien aus der Zeit ab dem 15. Jahrhundert erhalten. Diese befinden sich unter anderem im Stadtarchiv Augsburg, in der Staats- und Stadtbibliothek Augsburg, in den Kunstsammlungen & Museen Augsburg und im Architekturmuseum Schwaben.

## Die Augsburger Gewässer in der Kunst
Die große Bedeutung des Themas Wasser für Augsburg fand auch in Kunstwerken ihren Ausdruck.

### Augsburger Prachtbrunnen
Zur Blütezeit Augsburgs in der Renaissance wurden als Prestigeobjekte der Augsburger Wasserkunst drei Augsburger Prachtbrunnen geschaffen. Dafür beauftragte die Stadt die namhaften Bildhauer Hubert Gerhard und Adriaen de Vries, die von 1588 bis 1600 an den Brunnen arbeiteten. Augustusbrunnen, Merkurbrunnen und Herkulesbrunnen bilden eine symbolreiche Trias auf der Maximilianstraße und sind mit manieristischen Bronzeskulpturen geschmückt. Das Thema Wasser ist in diesen Brunnen, über deren wasserspendende Funktion hinaus, auf vielfältige Weise künstlerisch aufgegriffen. Die mythologische Figur des Herkules, der die vielköpfige Wasserschlange Hydra besiegt, soll den Sieg des Menschen über die wilde Kraft des Wassers symbolisieren. Der Herkulesbrunnen steht damit für den das Wasser nutzenden Handwerkerstand.
Zu ihrem Schutz sind die wertvollen Original-Statuen seit dem Jahr 2000 im Innenhof des Maximilianmuseums ausgestellt, während sich an den Brunnen originalgetreue Replikate befinden.

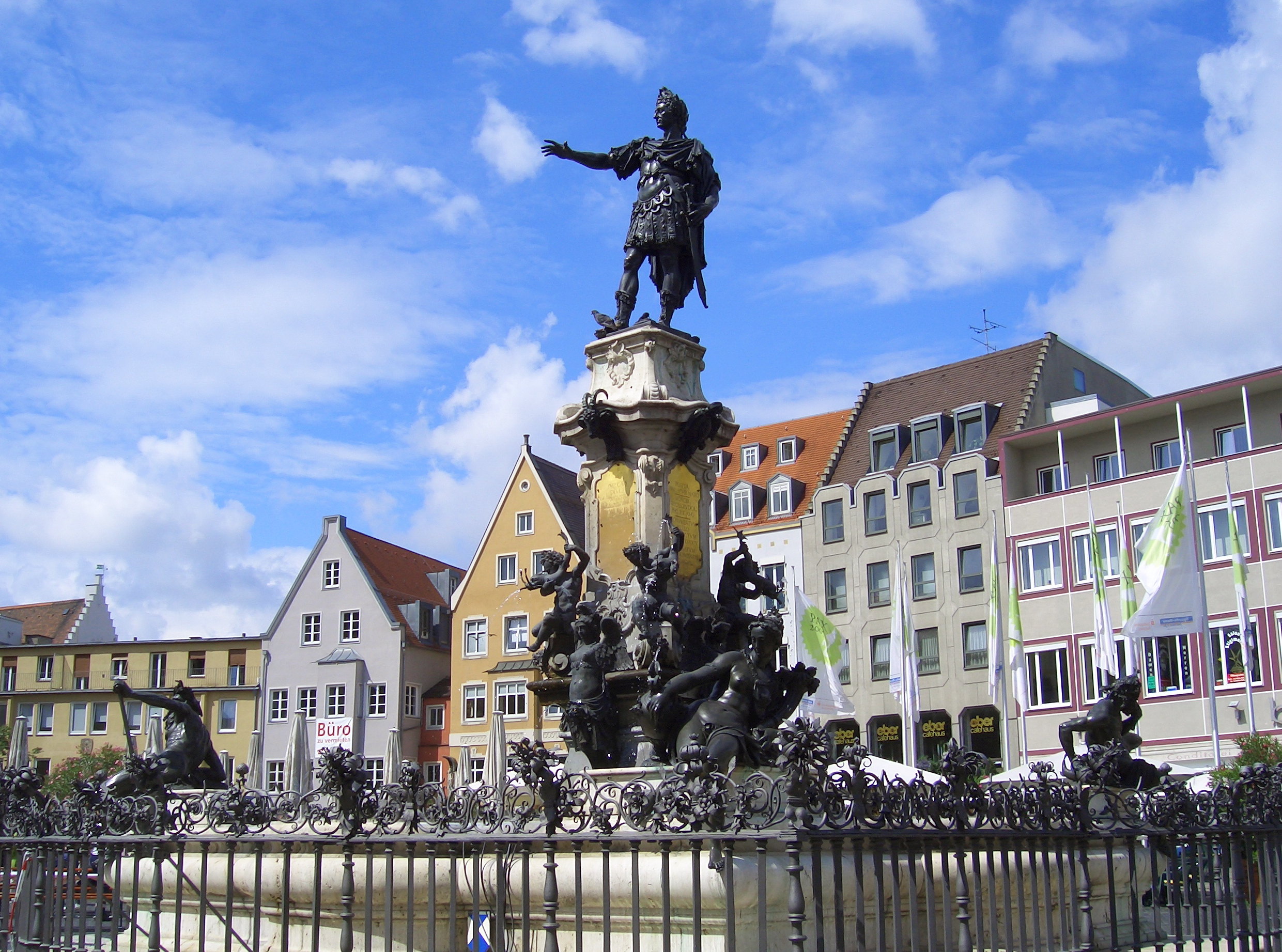
Augustusbrunnen
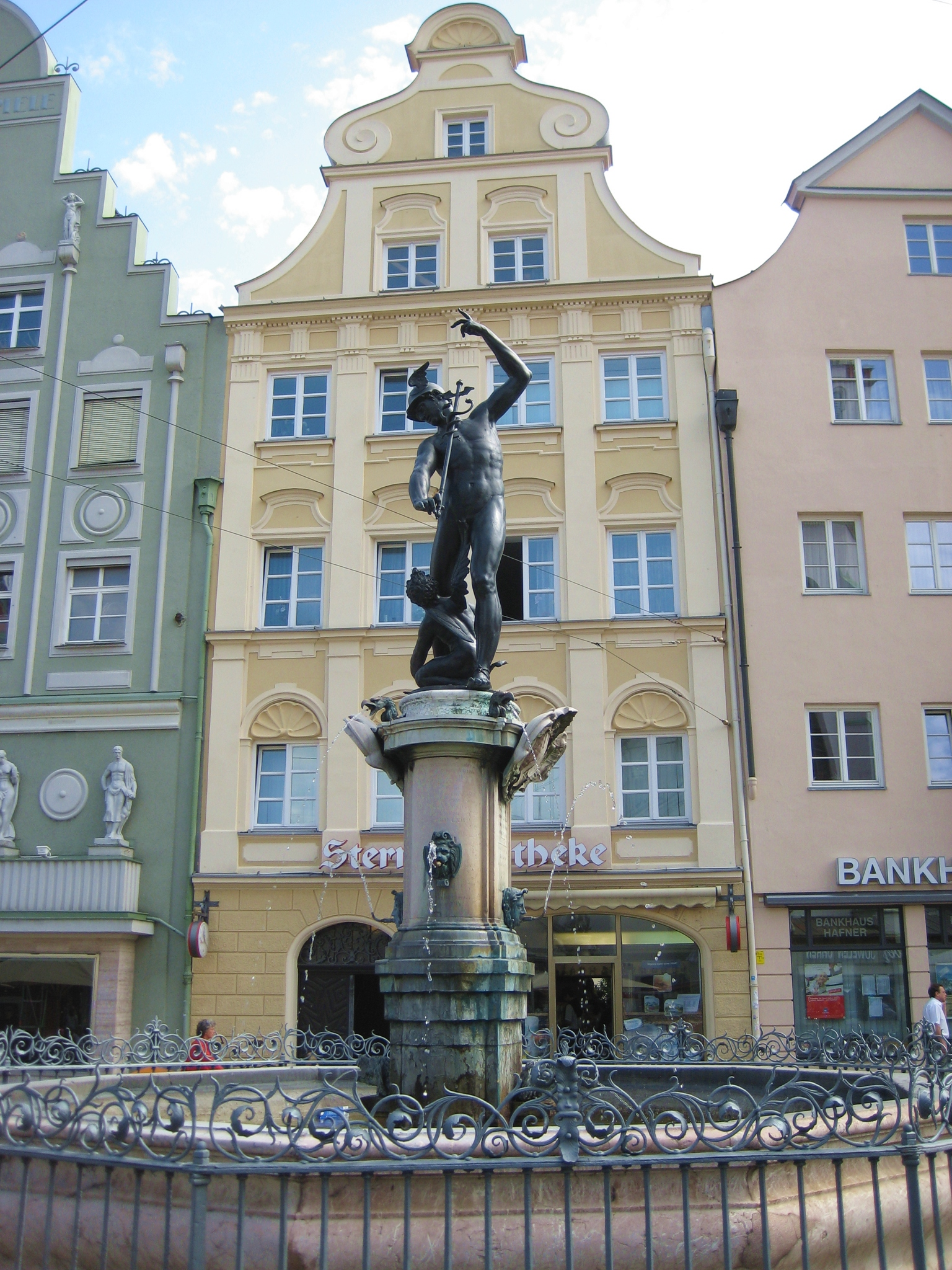
Merkurbrunnen
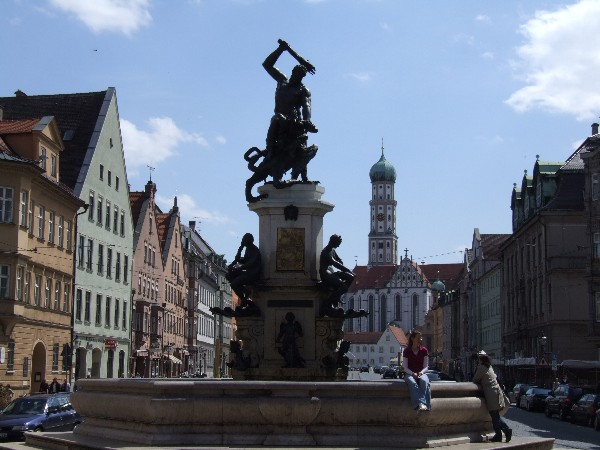
Herkulesbrunnen

Für eine Auswahl weiterer Brunnen siehe die Liste von Brunnen in Augsburg.

### Die vier Flussgottheiten

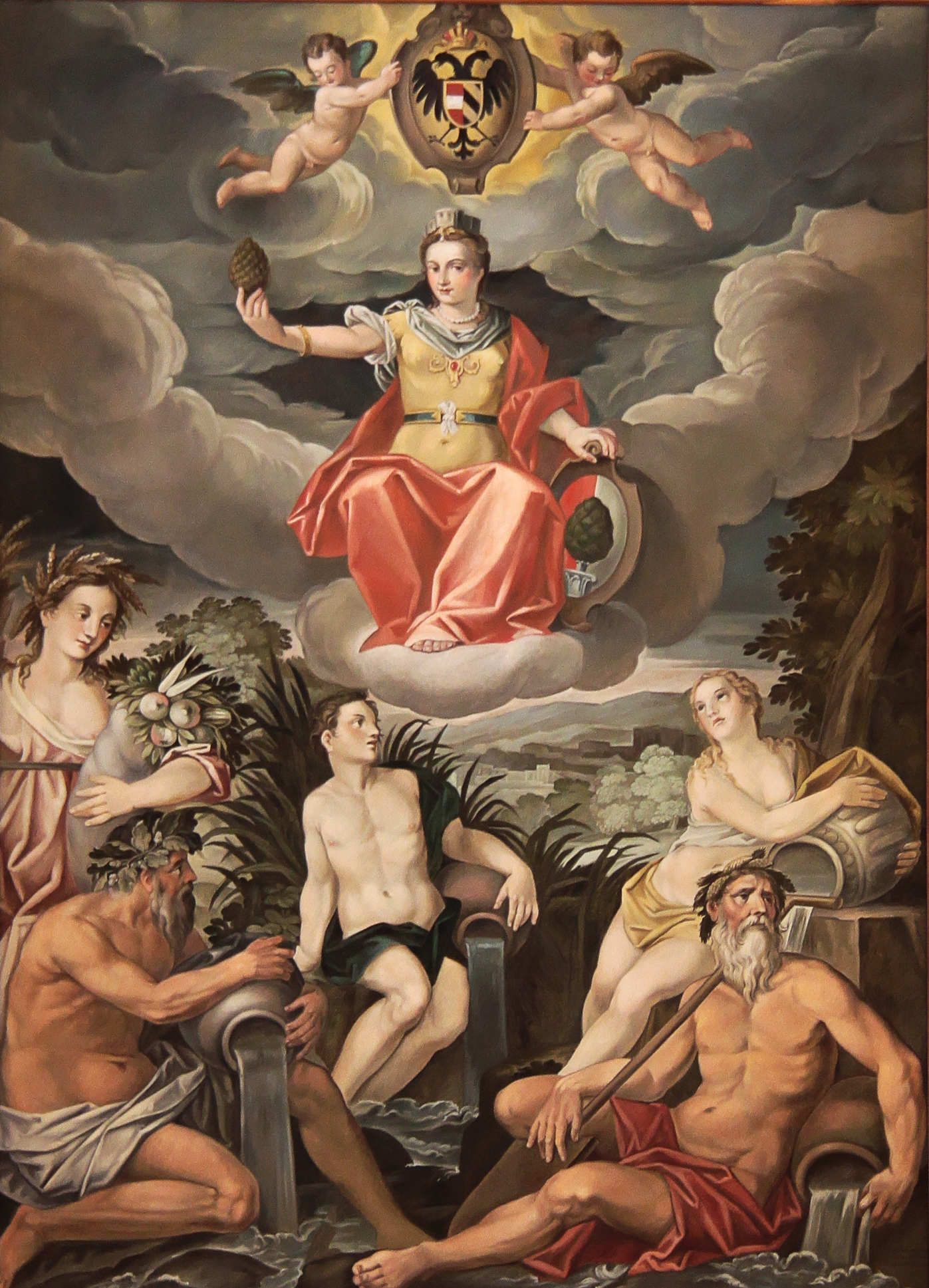
Augusta und die vier Flußgötter, Wandbild im Goldenen Saal

Mehrere Renaissance-Kunstwerke in Augsburg stellen die Vierheit der für Augsburg bedeutendsten Gewässer – Lech, Wertach, Singold und Brunnenbach – allegorisch als Gottheiten personifiziert dar.
An jeder der vier Ecken des quadratischen Augustusbrunnens auf dem Rathausplatz sitzt eine aus Bronze gestaltete Flussgottheit: zwei Frauen (Singold und Brunnenbach) und zwei Männer (Lech und Wertach). Attribute wie Ruder, Fischernetz, Zahnradviertel oder Kanne verweisen auf die Nutzung des jeweiligen Gewässers.
Das monumentale Bild Augusta und die vier Flußgötter im Goldenen Saal des Rathauses (siehe Abbildung rechts), geschaffen 1622 von Hans Rottenhammer, stellt ebenfalls diese vier Gewässer als Flussgottheiten dar. Sie sitzen zu Füßen einer Kaiserin, die das Augsburger Stadtwappen und eine Zirbelnuss, das Symbol Augsburgs, hält, und gießen einen nie versiegenden Strom von Wasser aus Krügen aus. Hier sind Lech und Wertach als bärtige Männer, die Singold weiblich und der Brunnenbach als Jüngling dargestellt. Der Goldene Saal wurde 1944 im Zweiten Weltkrieg zerstört, daher ist dieses Bild kein Original, sondern eine Rekonstruktion.
Auf einer der drei vergoldeten Bronzerelieftafeln des Herkulesbrunnens (Bündnis von Roma und Augusta Vindelicorum) sind ebenfalls die vier Augsburger Flussgötter abgebildet.